# Tom G Warrior
Thomas Gabriel Fischer (19 de julio de 1963), conocido también como "Tom Gabriel Warrior", es un vocalista y guitarrista suizo. Está considerado como uno de los pioneros del black y el death metal.[cita requerida] Junto con Bruce Day y Steve Warrior, formó la banda de metal Hellhammer en 1982. En 1983, el bajista y letrista Martin Eric Ain se unió a Hellhammer y la formación: Fischer, Ain y Day grabó un EP, Apocalyptic Raids, así como una serie de demos para la empresa discográfica Noise Records antes de la disolución de la banda en mayo de 1984.
Fischer y Ain unieron sus fuerzas de nuevo y formaron la influyente banda de metal, Celtic Frost, en junio de 1984.
Fischer también formó el proyecto de rock industrial Apollyon Sun en 1994.
En el año 2000 el libro de Fischer "Are You Morbid?: Into the Pandemonium of Celtic Frost" recibió críticas muy favorables, incluida la de Record Collector: "Inteligente, humilde, perspicaz. La cara culta del metal extremo."
Fischer también colaboró en el proyecto de Dave Grohl, PROBOT, con diversos artistas de metal, en la canción "Big Sky" en 2003.
Debido al "conflicto interno" dentro de Celtic Frost, Tom dejó la banda en mayo de 2008, y puso en marcha una nueva banda llamada Triptykon.
Fischer suele usar una guitarra Ibanez H.R. Giger serie Iceman.
Tom Fischer es vegetariano y no utiliza ninguna clase de drogas, incluyendo alcohol y cigarrillos. Fischer padece de diabetes.

## Reconocimientos
- Fischer figura en el puesto 32 de los mejores guitarristas de metal, según la revista Guitar World.[4]
- En junio de 2010 la revista Metal Hammer le entregó el premio a la inspiración.[5]